# Union internationale des guides et scouts d'Europe

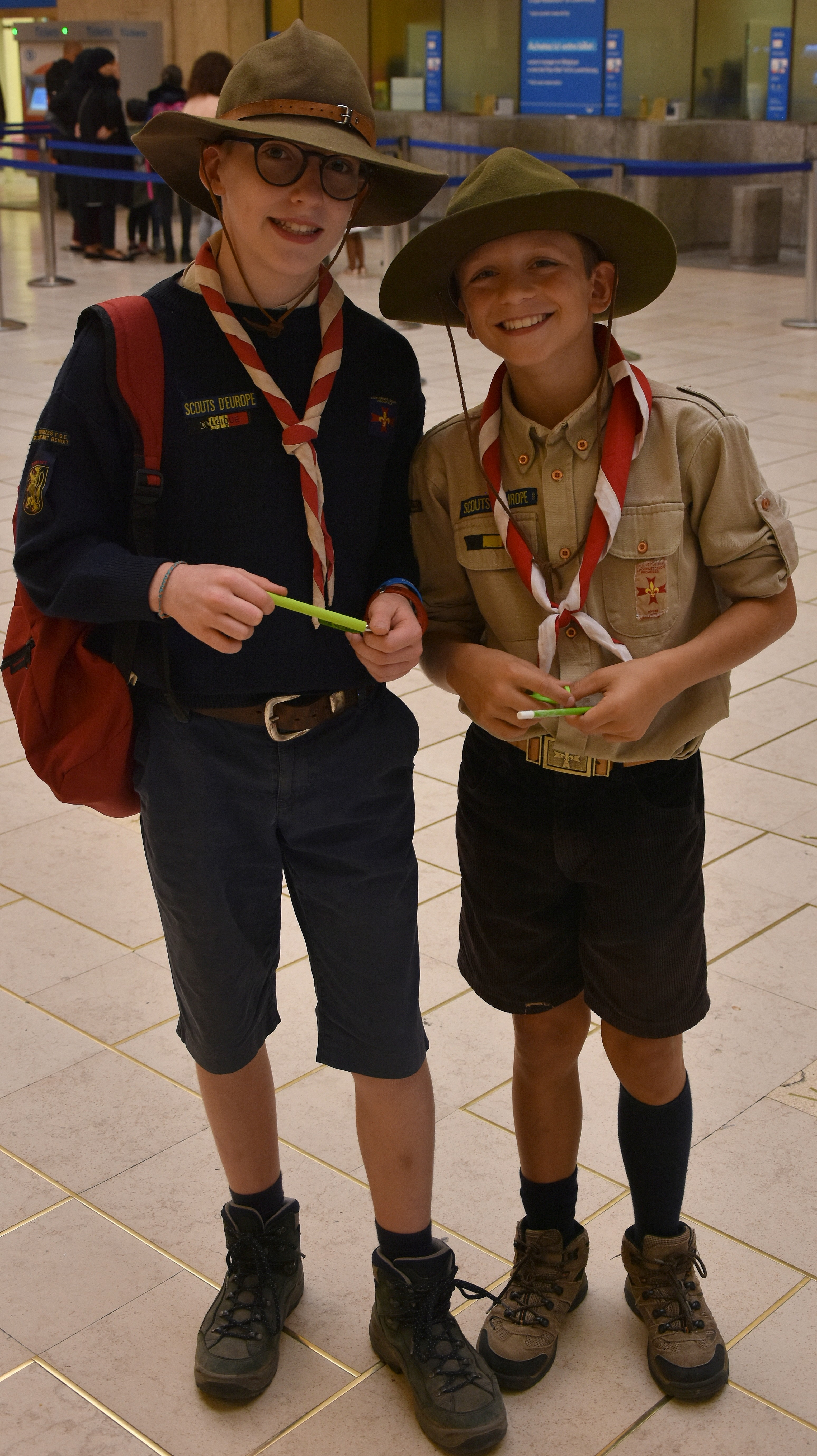
Europascouts in Station Brussel-Centraal

De Union Internationale des Guides et Scouts d'Europe - Fédération du Scoutisme Européen (UIGSE-FSE) is een christelijke scoutingorganisatie met 20 lidverenigingen in 20 Europese landen, Verenigde Staten, Canada en Mexico, die ruwweg 67.000 leden hebben. De Engelse naam is International Union of European Guides and Scouts - European Scouting Federation (IUEGS-ESF).
De organisatie heeft haar hoofdzetel in Frankrijk en werd opgericht in 1956 door een groep Duitse en Franse katholieke scoutingleiders. De UIGSE-FSE is een voortzetting van de FSE. In 1978 splitste de Confédération Européenne de Scoutisme (CES) af van de FSE omwille van een verschillende visie op het belang van christelijke elementen in de programma's van de lokale verenigingen en co-educatie. De UISGE-FSE is pauselijk erkend en bezit adviseurstatus bij de Raad van Europa.
De UIGSE-FSE baseert zich op de ideeën van Baden-Powell. De christelijke vorming is een belangrijk aspect binnen hun werking. De UIGSE-FSE is een katholieke federatie, waaraan in enkele landen zoals Duitsland en Roemenië ook protestantse of orthodoxe scoutsgroepen zijn aangesloten. Een basisregel van de federatie is om geen groepen te vormen met meerdere christelijke stromingen, om geloofstwijfels te vermijden. Er wordt naar gestreefd om alle leden van een nationale organisatie tot één kerkgenootschap te laten behoren zodat die onder controle van de desbetreffende kerkgenootschap kan staan. Dat is de reden dat in Duitsland (KPE + EPE) en Canada meerdere nationale organisaties bestaan die lid van de UIGSE-FSE zijn. De groepen zijn niet gemengd omdat verkenners (jongens) en gidsen (meisjes) als twee verschillende ervaringen en toepassingen van dezelfde scoutmethode worden beschouwd. Bijna alle activiteiten vinden gescheiden plaats om educatieve redenen.
De beginselen van de Europascouts en Gidsen
- De plicht van de scout begint thuis.
- De scout is trouw aan zijn vaderland en voorstander van een verenigd en broederlijk Europa.
- Als zoon van het christendom is de scout trots op zijn geloof. Hij zet zich in om het rijk van Christus te vestigen in zijn leven en in de hem omringende wereld.

## Leeftijdsgroepen
De UIGSE-FSE schrijft in haar statuten de leden de volgende leeftijdsgroepen voor
- Verkenners (jongens):
  - Welpen, 8 tot 12 jaar;
  - Verkenners, 11 tot 17 jaar;
  - Voortrekkers, vanaf 17 jaar.
- Gidsen (meisjes):
  - Welpinnen, Kabouters of Lieveheersbeestjes 8 tot 12 jaar;
  - Gidsen, 11 tot 17 jaar;
  - Voortreksters, vanaf 16-17 jaar.

Enkele landen waaronder België hebben daarnaast:
- Bevers, 6 tot 8 jaar;

## Nationale organisaties
| Land                | Organisatie | Opgericht | Leden  | Status         |
| ------------------- | --- | --------- | ------ | -------------- |
| Albanië             | Udhëhequset dhe Skautistet e Europes | 1996      |        | contacten      |
| België              | Guides et Scouts d′Europe - Belgique (GSE-B) / Europascouts en Gidsen - België (ESG-B)                                                  | 1963      | 1.200  | volwaardig lid |
| Canada              | Association Evangelique du Scoutisme au Québec (Protestant)                                                                             |           |        | kandidaat      |
| Canada              | Federation of North-American Explorers (FNE, Rooms Katholiek)                                                                           | 1999      | 110    | waarnemer      |
| Duitsland           | Evangelische Pfadfinderschaft Europas (EPE, Protestant)                                                                                 | 1977      | 300    | volwaardig lid |
| Duitsland           | Katholische Pfadfinderschaft Europas (KPE, Rooms Katholiek)                                                                             | 1976      | 2.500  | volwaardig lid |
| Frankrijk           | Association des Guides et Scouts d′Europe (AGSE)                                                                                        | 1958      | 26.600 | volwaardig lid |
| Hongarije           | Magyarországi Európai Cserkészek (MECS)                                                                                                 | 1990      | 200    | kandidaat      |
| Italië              | Associazione Italiana Guide e Scouts d'Europa Cattolici della FSE (AIGSEC-FSE)                                                          | 1976      | 20.000 | volwaardig lid |
| Letland             | Katoļu gaidu un skautu organizācija |           |        | contacten      |
| Litouwen            | Lietuvos Nacionalinė Europos Skautų Asociacija (LNESA)                                                                                  | 1992      | 300    | kandidaat      |
| Luxemburg           | Europa Scouten vu Lëtzebuerg |           |        | kandidaat      |
| Mexico              | Movimiento Scout Catolico Mexicano (MSCM)                                                                                               | 2011      | 100    | waarnemer      |
| Nederland           | Europascouts en Gidsen - Nederland (ESG-N)                                                                                              |           |        | kandidaat      |
| Oekraïne            | Katolickije Skautsvo Evropi |           |        | kandidaat      |
| Oostenrijk          | Katholische Pfadfinderschaft Europas - Österreich (KPE-Ö)                                                                               | 1981      | 100    | volwaardig lid |
| Polen               | Stowarzyszenie Harcerstwa Katolickiego - "Zawisza" FSE (SHK Zawisza FSE)                                                                | 1982/1990 | 1.700  | volwaardig lid |
| Portugal            | Associação das Guias e Escuteiros da Europa - Portugal (AGEEP)                                                                          | 1979      | 200    | volwaardig lid |
| Roemenië            | Cercetaşii Creştini Români din Federaţia Scoutismu-lui European (ACCR-FSE Rooms Katholiek en Orthodox)                                  | 1991      | 500    | volwaardig lid |
| Slowakije           | Združenie Katolíckych Vodkýň a Skautov Európy na Slovensku (ZKVSES)                                                                     | 2003      |        | kandidaat      |
| Spanje              | Asociación de Guías y Scouts de Europa (AGSE)                                                                                           | 1978      | 500    | volwaardig lid |
| Tsjechië            | Asociace skautek a skautů Evropy (ASSE)                                                                                                 |           | 50     | kandidaat      |
| Verenigd Koninkrijk | Guides and Scouts of Europe |           |        | waarnemer      |
| Wit-Rusland         | Katalickija Skautki i Skautky FSE - Belarus                                                                                             |           |        | volwaardig lid |
| Zwitserland         | Schweizerische Pfadfinderschaft Europas (SPE, Duits) Scoutisme Européen Suisse (SES, Frans) Scautismo Europeo Svizzero (SES, Italiaans) | 1977      | 250    | volwaardig lid |

Nationale organisaties hebben ten minste 200 leden nodig om volwaardig lid van de UIGSE-FSE te kunnen worden.